# Inversion (linguistique)

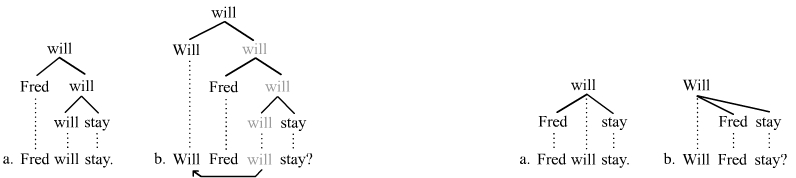

En linguistique, l’inversion est un procédé par lequel on change l’ordre canonique (attendu, consacré, habituel, normal) de deux entités grammaticales, en intervertissant leurs places. Ces entités peuvent être les éléments d’une forme grammaticale composée, les composants d’un syntagme, des termes à fonction syntaxique d’une phrase simple ou des propositions d’une phrase complexe,,,,,.
L’ordre canonique caractérise la phrase simple isolée (non intégrée à une phrase complexe ni à un contexte plus large, complète quant à sa structure (contenant au moins un prédicat), énonciative quant au but de la communication (non interrogative, non impérative) et positive (non négative), ainsi que le syntagme, la phrase simple ou complexe dont aucun composant n’est mis en relief, qui n’exprime pas d’affectivité (par exemple, ce n’est pas une phrase exclamative) et ne vise aucun but stylistique. L’inversion est l’un des procédés par lesquels le locuteur change une ou plus d’une de ces caractéristiques, pour intégrer sa phrase dans un contexte en thématisant ou rhématisant une de ses parties, pour demander une information, pour donner un ordre, pour nier un fait, pour mettre en relief ce qui est important pour lui, pour exprimer un sentiment, pour obtenir un effet stylistique, etc. Par une même inversion, on peut réaliser plusieurs de ces buts.
La mise en relief, l’expression de l’affectivité et l’obtention d’un effet stylistique font de l’inversion un procédé rhétorique appelé anastrophe, utilisé surtout dans la littérature. À part ces raisons, les poètes peuvent également pratiquer l’inversion rien que pour les nécessités de la versification,,.

## Inversion grammaticale
Il y a inversion surtout au niveau syntaxique, mais il existe aussi des inversions morphologiques, parfois liées au changement du type de phrase.

### Inversion morphologique
Dans certaines langues, l’inversion peut affecter certaines formes verbales composées. En roumain, par exemple, il peut y avoir inversion entre le verbe auxiliaire et le verbe à sens lexical, ex. am cântat → cântat-am « j’ai chanté », vom porni → porni-vom „nous partirons”. Cette inversion a le but stylistique de créer une atmosphère archaïque.
En BCMS (bosnien, croate, monténégrin et serbe), l’ordre canonique des formes verbales composées est verbe à sens lexical + verbe auxiliaire, quand le sujet n’est pas exprimé par un mot à part, le premier composant est accentué et le second atone, mais si devant le prédicat il y a un mot accentué, par exemple le sujet mot à part, l’auxiliaire reste atone et la place des composants s’inverse, ex. Vid(j)eli smo Mariju → Mi smo vid(j)eli Mariju « Nous avons vu Marija ».
En BCMS, la phrase négative aussi se caractérise par cette inversion, le mot négatif étant l’un des mots accentués qu’on place devant le verbe : (cnr) Čitao bih « Je lirais » → Ne bih čitao « Je ne lirais pas ».
Cette inversion est propre à la phrase interrogative aussi, entre l’auxiliaire et le verbe à sens lexical pouvant être inséré un autre terme de la phrase :
- interrogation totale : (sr) Da li sam dobro uradio? « Est-ce que j’ai bien fait ? »[15], (hr) Je li što kupio? « A-t-il acheté quelque chose ? »[16]
- interrogation partielle : (hr) Kada ćeš se vratiti? « Quand est-ce que tu reviendras ? »[17]

En hongrois il y a inversion à la forme de futur. S’il n’y a aucun mot accentué devant la verbe, le composant à sens lexical porte l’accent le plus fort et l’ordre est composant à sens lexical + auxiliaire (ex. Keresni foglak « Je vais te chercher »), mais dans le cas contraire, l’ordre est inverse : Gyula Pécsen fog lakni « Gyula va habiter à Pécs ».
En hongrois, beaucoup de verbes peuvent avoir un préfixe qui change seulement leur aspect, d’ordinaire d’imperfectif à perfectif, ou à la fois leur aspect et leur sens lexical. Le préfixe reste un préfixe si la phrase est canonique, mais si on met en relief le sujet, qui est devant le verbe, ou qu’on mette à sa place un autre terme, pour le mettre en relief, le préfixe passe après le verbe, ex. Péter kimegy a strandra « Péter va à la plage » (phrase canonique) → Péter megy ki a strandra « C’est Péter qui va à la plage » → A strandra megy ki Péter « C’est à la plage que va Péter ».
La phrase impérative positive implique elle aussi le passage du préfixe après le verbe : Menj ki a strandra! « Va à la plage ! »
La phrase négative également se caractérise par ces inversions, le mot négatif étant l’un des mots accentués qu’on place devant le verbe :
Dolgozni fogok « Je vais travailler » → Nem fogok dolgozni « Je ne vais pas travailler » ;
Péter kimegy a strandra « Péter va à la plage » → Péter nem megy ki a strandra « Péter ne va pas à la plage ».
Ces inversions ont lieu dans la phrase interrogative partielle aussi, celle du préfixe seulement aux formes temporelles simples :
Mikor fog felhívni? « Quand va-t-il m’appeler ? »;
Mikor hívsz meg minket vacsorára? « Quand est-ce que tu nous invites à dîner ? »

### Inversion syntaxique
Dans certaines langues, l’inversion de l’ordre pronom conjoint en fonction de complément + verbe contribue au changement du type de phrase selon le but de la communication d’énonciative à impérative positive. Exemples :
(fr) Vous l’appelez → Appelez-la ! ;
(ro) Îl aștepți « Tu l’attends » → Așteaptă-l! « Attends-le ! » ;
(cnr) Ti mi doneseš čašu vode « Tu m’apportes un verre d’eau » → Donesi mi čašu vode! « Apporte-moi un verre d’eau ! »
En roumain, une telle inversion, le verbe étant à l’indicatif, peut avoir un but stylistique (ex. te rog → rogu-te « je te prie »), ainsi que l’inversion de l’ordre spécifique à l’impératif, pour revenir à l’ordre de ces termes en phrase énonciative : Uită-te! → Te uită! (verbe pronominal) « Regarde ! »
Une autre inversion afin de changer le type de la phrase selon le but de la communication, cette fois d’énonciative à interrogative, est celle de la place du sujet et du prédicat, dans certaines langues où l’ordre canonique est sujet + prédicat.
En anglais, l’ordre général de l’interrogation est avec l’inversion entre la copule be « être », les verbes modaux et les verbes auxiliaires avec le sujet, même quand celui-ci est exprimé par un mot accentué : That is true « C’est vrai » → Is that true? « Est-ce vrai ? », Caroline has eaten « Caroline a mangé » → Has Caroline eaten? « Caroline a-t-elle mangé ? », Where did John say that he was going? « Où John disait-il qu’il allait ? »
Dans certaines langues, l’inversion prédicat + sujet se fait seulement dans l’interrogation partielle avec l’accent le plus fort sur le mot interrogatif, indépendamment du registre de langue :
(ro) Când începe conferința? « Quand est-ce que la conférence commence ? » ;
(cnr) Đe je olovka? « Où est le crayon ? » ;
(hu) Hol játszanak a gyerekek? « Où jouent les enfants ? »
En français aussi il y a cet ordre des mots, mais seulement dans l’une des deux variantes dans le registre courant, lorsque le sujet est exprimé par un mot accentué, ex. Quand arrivera Frédéric ?
Dans le registre soutenu, il y a inversion prédicat + sujet dans tout type de question, à condition que le sujet soit exprimé par un pronom conjoint : Tu es malade (phrase énonciative) → Es-tu malade ? Si le sujet est exprimé par un nom ou par un pronom accentué, il reste devant le verbe mais est repris dans le registre soutenu par le pronom personnel conjoint qui lui correspond : Paul est-il malade ?
Un autre type de phrase où le verbe prend la place du sujet est, dans certaines langues, la proposition incise indiquant le locuteur dans les dialogues, que le sujet soit exprimé par un mot accentué ou non, y compris en français. Exemple :
(fr) Je reviendrai, dit-elle, dès ce soir ;
(ro) Aici avem o crimă, zise polițistul « Là, nous avons un meurtre, dit le policier »  ;
(sr) Jeste li žedni? – upita domaćica « Avez-vous soif ? – demanda la maîtresse de maison » ;
(hu) Esik az eső – mondta János « Il pleut, dit János ».

## Inversion pragmatique
Du point de vue pragmatique (logique, communicatif), dans certaines langues, dans la phrase simple isolée, son thème (ce dont on dit quelque chose) occupe la première place et coïncide avec le sujet (ou son groupe nominal), et le reste de la phrase est son rhème (ce qu’on dit du thème). Lorsque la phrase est dans un contexte, il peut être nécessaire de l’y intégrer par la rhématisation du sujet, cas dans lequel le prédicat devient le thème et occupe la place du sujet. Cela arrive, par exemple, lorsque la phrase antérieure est une question qui vise à identifier le sujet, si l’on n’évite pas la répétition, cas plus rare en dialogue. Exemple :
(fr) – Qui a été reçu à l’examen ? – Ont été reçus Pierre, Paul et Marie .
L’inversion peut aussi être un procédé de thématisation de divers termes de la phrase, et non seulement dans des dialogues. Exemples :
(fr) – Que fait Paul à Paris ? – À Paris, Paul travaille – Le complément circonstanciel de lieu à Paris est une partie du rhème dans la question et thème dans la réponse.
(en) – What did you say hapened yesterday? – Yesterday John gave the money to Peter « – Qu’as-tu dit qu’il est arrivé hier ? – Hier, John a donné l’argent à Peter” – Le complément circonstanciel de temps yesterday est une partie du rhème dans la question et thème dans la réponse.
(BCMS) Slavko vidi Olgu. Olgu vidimo i mi « Slavko voit Olga. Olga, nous la voyons nous aussi » – Le complément d'objet direct Olga est une partie du rhème dans la première phrase et thème dans la seconde.
(hu) – Mit csinált János a könyvvel? – A könyvet feltette János a polcra « – Qu’est-ce que János a fait du livre ? – Le livre, János l’a mis sur le rayon » – Le complément d'objet indirect a könyvvel est une partie du rhème dans la question et thème dans la réponse.

## Inversion emphatique et affective
Lorsqu’un élément d’information est important pour le locuteur, celui-ci cherche à le mettre en relief. L’un des procédés de le faire est l’inversion, parfois en même temps avec la thématisation et la rhématisation. Cette inversion est appelée emphatique. Elle peut être en même temps affective. Dans ces cas, de neutre, objectif, l’ordre des mots devient subjectif, tant dans le langage du locuteur ordinaire, qu’en qualité de procédé stylistique dans les œuvres littéraires.

### En syntagme
Dans certaines langues, il y a inversion à but emphatique entre l’adjectif épithète et son régissant. Dans des langues comme le français ou le roumain, l’ordre canonique est régissant + épithète, l’inversion consiste donc à antéposer l’épithète :
(fr) un paysage splendide → un splendide paysage ;
(ro) Doamna Alexandrescu este o actriță remarcabilă « Madame Alexandrescu est une actrice remarquable » → Doamna Alexandrescu este o remarcabilă actriță! « Madame Alexandrescu est une remarquable actrice ! »
Dans d’autres langues, l’ordre canonique d’un tel syntagme est épithète + régissant. L’inversion de cet ordre a les mêmes buts que ci-dessus :
(hr) Sad ruke ove trudne žive u srcu tog kamena « Maintenant, ces mains meurtries par le travail vivent au cœur de cette pierre » (Mak Dizdar) (ordre canonique : ove trudne ruke) ;
(ru) Играет и воет, как зверь молодой, завидевший пищу из клетки железной Igraet i voet, kak zver’ molodoï, zavidevchiï pichtchu iz kletki jeleznoï (Alexandre Pouchkine) littéralement « Il joue et rugit comme une bête jeune voyant la nourriture depuis la cage de fer » (ordre canonique : молодой зверь molodoï zver’, железной клетки jeleznoï kletki) ;
(hu) Tisztességes legyen csak órám utolsó (Miklós Zrínyi) litt. « Pourvu qu’elle soit honorable, mon heure dernière » (ordre canonique : utolsó óram « ma dernière heure »).

### Dans la phrase simple
L’inversion emphatique et/ou affective concerne également d’autres termes de la phrase que l’épithète, avec leur syntagme et éventuellement avec des mots supplémentaires par rapport à l’ordre est canonique. Dans le même temps, c’est sur le mot mis en relief que tombe l’accent de phrase. Exemples :
- le prédicat (verbal ou nominal) :

(fr) Louis est venu → Il est venu, Louis ;
(ro) Mama a venit « Maman est venue » → A venit mama « Elle est venue, maman », Copilul e vesel « L’enfant est gai » → E vesel copilul « Il est gai, l’enfant » ;
(sr) Dečaci vole košarku « Les garçons aiment le basket » → Vole košarku dečaci « Ils aiment le basket, les garçons » ;
(hu) A gyerekeik szépek és okosak « Leurs enfants sont beaux et intelligents » → Szépek és okosak a gyerekeik « Ils sont beaux et intelligents, leurs enfants » ;
- l’attribut :

(fr) La montagne est haute → Haute est la montagne ! ;
(ro) Ești frumoasă « Tu es belle » → (Ce) frumoasă ești! « (Comme) tu es belle ! » ;
(sr) Kinezi su čudni ljudi « Les Chinois sont des gens bizarres » → Čudni su ljudi ti Kinezi! « Des gens bizarres, ces Chinois ! » ;
- le complément d’objet direct :
  - sans mot(s) supplémentaire(s) :

(ro) O întreb pe Maria « Je questionne Maria » → Pe Maria o întreb « C’est Maria que je questionne » ;
(en) I haven’t seen that film yet « Je n’ai pas encore vu ce film » → That film I haven’t seen yet « Ce film, je ne l’ai pas encore vu » ;
(hr) Republikance vodi Stipa « Ce sont les républicains que conduit Stipa » (Miroslav Krleža) (ordre canonique : Stipa vodi republikance « Stipa conduit les républicains »);
(ru) Я вчера видел интересную книгу Ia vtchera videl interesnouïou knigu « Hier, j’ai vu un livre intéressant » → Интересную книгу я вчера видел Intersnouïou knigu ia vtchera videl « C’est un livre intéressant que j’ai vu hier » ;
(hu) A pincér a bort az asztalra teszi  « Le garçon met le vin sur la table » → A bort teszi az asztalra a pincér « C’est le vin que le garçon met sur la table » ;
- avec un mot/des mots supplémentaire(s) :

(fr) Je vois la ville → La ville, je la vois (reprise par le pronom personnel correspondant), Je ne veux pas voir un vendeur mais le chef de rayon → Ce n’est pas un vendeur que je veux voir, mais le chef de rayon ! (construction de mise en relief);
(ro) Am găsit cartea mea « J’ai trouvé mon livre » → Cartea mea am găsit-o « Mon livre, je l’ai trouvé » (reprise par le pronom personnel correspondant) ;
- autre complément :

(fr) Les habitants du quartier réclament depuis des années l’aménagement d’un espace de jeux pour les enfants → Depuis des années, les habitants du quartier réclament l’aménagement d’un espace de jeux pour les enfants ;
(ro) Solului nu i se taie capul « À un ambassadeur, on ne lui coupe pas la tête » (Constantin Negruzzi) (ordre canonique : ''Nu i se taie capul solului « On ne coupe pas la tête à un ambassadeur ») ;
(hu) Fel fog hívni holnap « Il/Elle va m’appeler demain » → Holnap fog felhívni « C’est demain qu’il/elle va m’appeler » ;
(sr) Saslušao sam vas s velikom pažnjom « Je vous ai écouté(e)(s) avec grande attention » → S velikom pažnjom sam vas saslušao « C’est avec grande attention que je vous ai écouté(e)(s) ».

### Dans la phrase complexe
Du moins dans certaines langues, dans le cas de certaines propositions subordonnées, l’ordre des propositions est libre, c’est-à-dire l’ordre canonique est proposition régissante + subordonnée, mais il peut être inversé pour mettre la subordonnée en relief. Exemples :
(fr) Tout le monde reconnaît que ce cinéaste est un grand artiste → Que ce cinéaste soit un grand artiste, tout le monde le reconnaît ;
(ro) Despre cine sîntem, de unde venim și unde ne ducem, să nu se afle nimic « Sur qui nous sommes, d’où nous venons et où nous allons, qu’on ne puisse rien savoir » (Mihail Sadoveanu) ;
(cnr) Naći ćete, ako tražite « Vous trouverez si vous cherchez » → Ako tražite, naći ćete « Si vous cherchez, vous trouverez » ;
(hu) Majd elválik, hogy mi lesz belőle « On verra bien ce qu’il/elle deviendra » → Hogy mi lesz belőle, majd elválik « Ce qu’il/elle deviendra, on le verra bien ».

## Inversions spécifiquement rhétoriques
On ne trouve pratiquement certaines inversions que dans des aphorismes et des œuvres littéraires, surtout des poèmes. En français, par exemple, c’est le cas de l’antéposition du complément du nom : J’aime de vos longs yeux la lumière verdâtre (Charles Baudelaire). On trouve de telles inversions dans la poésie roumaine aussi : Ei cinară-n mândre muzici / Cu de aur vase, linguri (Mihai Eminescu) litt. « Ils dînèrent en belles musiques / Dans en or assiettes, cuillers ». En roumain c’est également le cas de l’antéposition de l’adjectif possessif : steagul nostru → al nostru steag « notre drapeau ».
L’inversion prédicat + sujet sans anticipation du dernier par un pronom, présente dans le registre courant d’autres langues, ne se trouve, en français, que dans la littérature : Claque le revolver des départs, et je tressaute. (Henry de Montherlant)
Le chiasme est un cas spécial d’inversion, faisant apparaître dans une même phrase des entités syntaxiques d’abord dans un certain ordre, puis dans l’ordre inverse. Exemples :
(fr) Il faut manger pour vivre et non vivre pour manger ;
(ro) Cu zâmbetul tău dulce tu mângâi ochii mei, / Femeie între stele și stea între femei litt. « Avec ton doux sourire, tu caresses mes yeux, / Femme parmi les étoiles et étoile parmi les femmes » (Eminescu) ;
(en) The French live to eat, the English eat to live « Les Français vivent pour manger, les Anglais mangent pour vivre » ;
(hu) Éltem álom, álmom élet « Ma vie est rêve, mon rêve est vie » (Gyula Reviczky).